# Joint Export Import Agency

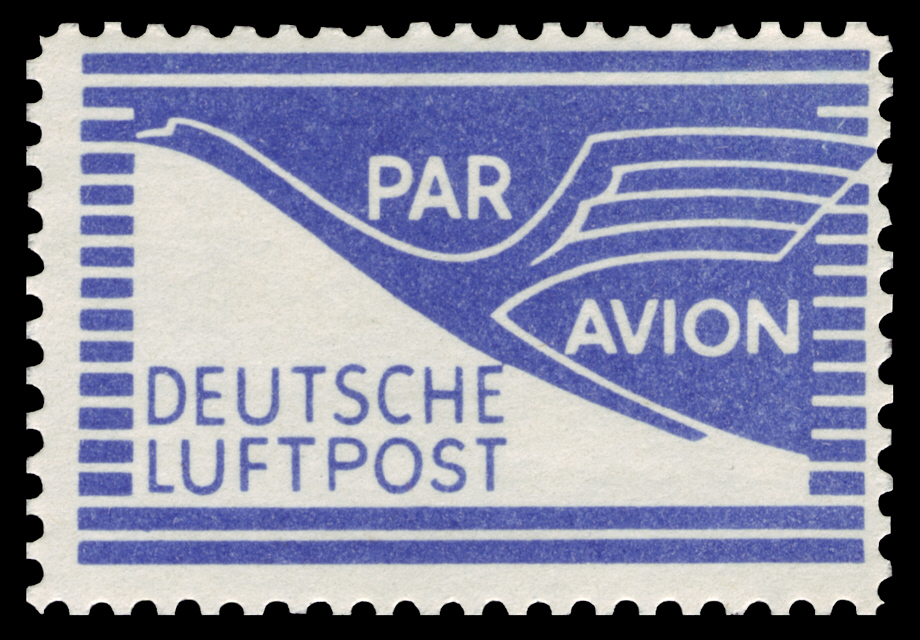
Flugpost-Zulassungsmarke der JEIA (1948)

Die Joint Export Import Agency (JEIA) war eine Außenhandelsbehörde der westlichen Besatzungsmächte in Frankfurt am Main, welche von 1946 bis 1950 existierte.
Sie wurde 1946 mit dem Bevin - Byrnes-Abkommen zur Schaffung der Bizone gegründet, von William John Logan und ab Februar 1950 von Morris S. Verner Jr. geleitet.

## Arbeitsgemeinschaft Außenhandel
Zur Währungsreform 1948 in Westdeutschland am 1. Mai 1948 setzte die JEIA den Wechselkurs mit 1 USD für 3,33 Mark fest. Am 19. September 1949 wurde mit der Begründung einer Abwertung des britischen Pfundes gegenüber dem USD der Wechselkurs auf 1 USD für 4,20 Deutsche Mark abgewertet. Westdeutschen Unternehmen, welche durch diese Abwertung einen Schaden nachweisen konnten, wurden entsprechend einer Prüfung durch die Arbeitsgemeinschaft Außenhandel entschädigt. Das Handelsvertragsbüro der Arbeitsgemeinschaft der Industrie- und Handelskammern und der Wirtschaftsverbände wurde von Ministerialdirigent Hans Koelfen, stellvertretender Leiter der Abteilung II im Reichswirtschaftsministerium geleitet.